# Perlenhäherling
Der Perlenhäherling (Ianthocincla bieti, Syn. Garrulax bieti) ist eine Vogelart aus der Familie der Leiotrichidae, deren Vertreter früher zu den Timalien gezählt wurden. Er ist im Nordwesten der chinesischen Provinz Yunnan und im Südwesten von Sichuan endemisch. Sein wissenschaftlicher Name ehrt den Missionar und Naturforscher Félix Biet (1838–1901).

## Beschreibung
Der Perlenhäherling ist mit einer Körperlänge von 25,5 cm knapp amselgroß. Er ist überwiegend gelbbraun mit einer auffälligen schwarz-weißen Sprenkelung. Die Iris ist blassgelb, der Schnabel bräunlich-hornfarben mit aufgehellter Spitze und Unterschnabelbasis. Beine und Füße sind matt braun. Ein Geschlechtsdimorphismus ist nicht vorhanden. Das Jugendkleid wurde bislang nicht beschrieben. Die Art ist monotypisch.
Der Oberkopf ist von Scheitel bis Nacken lebhaft rötlich-mittelbraun gefärbt und olivfarben überhaucht. Die übrige Oberseite ist eher ockerfarben. Zügel, Augenpartie und der obere Teil der Ohrdecken sind weißlich. Ein Ring um das Auge und die unteren Ohrdecken sind bräunlich. Kinn, Kehle und Bartstreif sind schwärzlich-braun. Diese Färbung geht zur Brust hin in ein Gelbbraun über, das zum weißlichen Bauch hin ausläuft. Die Flanken, Beinbefiederung und Unterschwanzdecken sowie die Oberflügeldecken sind ebenfalls gelblich-braun gefärbt. Die Nackenfedern tragen weißliche Spitzen, vom Hals abwärts zeigt jede Feder einen weißen Spitzensaum mit darüberliegendem schwarzem Subterminalband, so dass der Vogel auffällig gefleckt wirkt. Die Schwingen sind schwärzlich-braun und tragen dunkle und weiße Spitzen. Der äußere Flügel weist zusammengelegt ein graues Feld auf. Die Steuerfedern sind ockerbraun mit schwarzbraunem Subterminalband und weißer Spitze.

## Stimme
Der Gesang ist ein lautes, klares und am Ende abfallendes wi … wi wi wu, manchmal auch ein weniger deutlich abfallendes wi … ch’wi wi ch’wu oder ein am Ende aufsteigendes wi … chiu wu wu wu wi. Das erste wi ist dabei immer besonders laut. Die Strophen werden zwei- bis dreimal wiederholt.

## Verbreitung und Bestand
Der Perlenhäherling ist in seiner Verbreitung – wie der Yunnankleiber und die Braunflügel-Papageimeise – auf die Endemic Bird Area „Yunnan Mountains“ beschränkt. Das genaue Verbreitungsgebiet ist ebenso wie der Bestand unbekannt. Die Größe des ersteren wird auf 23.400 km², letzterer auf zwischen 2500 und 10000 Individuen geschätzt. Vermutlich ist der Bestand abnehmend. Die Art kann lokal häufig sein, die wenigen Nachweise lassen aber ein recht zerstreutes Vorkommen vermuten. Seit 1980 wurden von zwölf bekannten Vorkommen lediglich zwei bestätigt. Die rapide zunehmende Waldnutzung und Abholzung zur Gewinnung von Acker- und Weideland gehört zu den vermutlichen Hauptursachen eines Bestandsrückgangs. Vorkommen in Naturschutzgebieten sind nicht bekannt, jedoch weisen einige mittlerweile unter Schutz gestellte Gebiete geeignete Habitate auf. Dazu gehören die Baima Xue Shan National Nature Reserve, der Haba Xue Shan, die Bitahai Nature Reserve und die Yulong Xue Shan Nature Reserve. Von der IUCN wird die Art als gefährdet (“vulnerable”) eingestuft.

## Lebensweise
Der Perlenhäherling wurde vorwiegend in höheren, gemäßigten oder subalpinen Lagen beobachtet, wo er verschiedene Waldhabitate wie Bambusbestände oder Dickichte in lichten Mischwäldern, Mischbeständen aus Tannen und Fichten oder Rhododendronwäldern bewohnt. Die Höhenverbreitung liegt zwischen 2500 und 4270 m. Die Nahrung besteht aus verschiedenen Wirbellosen und Früchten. Über Verhalten und Fortpflanzung ist nichts bekannt.